# Бурканов
Бурка́нов (укр. Бурканів) — село в Золотниковской сельской общине Тернопольского района Тернопольской области Украины.
Население по переписи 2001 года составляло 856 человек. Занимает площадь 4,586 км². Почтовый индекс — 48116. Телефонный код — 3551.
До 2020 года входило в Теребовлянский район.